# Le Corsaire (Berlioz)
Le Corsaire op. 21 (H101) est une ouverture d'Hector Berlioz, dédiée à  James William Davison (en), et créée dans sa première version le 19 janvier 1845 à Paris au Cirque-Olympique des Champs-Élysées. 
La première version, tout d'abord appelée Ouverture la Tour de Nice, fut composée entre août et novembre 1844 à Nice. Insatisfait, Berlioz remania l'œuvre après sa création jusqu'en 1851, la renomma Le Corsaire rouge, qui est une traduction du titre The Red Rover, de James Fenimore Cooper. Il devait finalement diriger la seconde version, avec son titre définitif, Le Corsaire, le 8 avril 1854 à Brunswick. 
Sa durée d'exécution est d'environ 8 minutes 30.

## Orchestration
Le Corsaire est écrit pour orchestre symphonique.
| Instrumentation du Corsaire                                                               |
| Cordes                                                                                    |
| premiers violons, seconds violons, altos, violoncelles, contrebasses.                     |
| Bois                                                                                      |
| 2 flûtes, 2 hautbois, 2 clarinettes en ut, 2 bassons.                                     |
| Cuivres                                                                                   |
| 2 cors en ut, 2 cors en fa, 2 trompettes en ut, 2 cornets en si bémol, 3 trombones, tuba. |
| Percussions                                                                               |
| timbales, 2 tambourins, triangle, cymbales.                                               |

## Sources
- Livret de présentation du CD Berlioz (traduction Elisabeth Rhodes, 1987) : Symphonie Fantastique, Ouvertures Le Corsaire et Le Carnaval romain, Orchestre symphonique de Boston, Charles Munch (dir.), 1958, rééd. 1988, RCA.
- François-René Tranchefort, « Hector Berlioz », dans François-René Tranchefort (dir.), Guide de la musique symphonique, Paris, Fayard, coll. « Les Indispensables de la musique », 1996 (1re éd. 1986), 896 p. (ISBN 2-21301638-0), p. 88-99.